# روس ماكنزي (لاعب كرة قدم)
روس ماكنزي (بالإنجليزية: Ross MacKenzie)‏ هو لاعب كرة قدم بريطاني في مركز الوسط، ولد في 21 أكتوبر 1984 في بيزلي في المملكة المتحدة. لعب مع ريتشموند كيكرز ونادي شمال كارولاينا.